# Castro Verde e Casével
Castro Verde e Casével est une paroisse civile portugaise (en portugais : freguesia) de la municipalité de Castro Verde dans le district de Beja. Elle est créée en 2013, par fusion des paroisses de Castro Verde et Casével.

## Géographie
Castro Verde e Casével est desservie par l'autoroute A2, entre Lisbonne et l'Algarve.

## Histoire
La paroisse est créée par la loi no 11-A/2013 du 28 janvier 2013 portant réorganisation administrative du territoire des freguesias, en fusionnant les paroisses de Castro Verde et Casével. Son nom officiel est União das Freguesias de Castro Verde e Casével et son siège est fixé à Castro Verde.

## Démographie
Lors du recensement de 2021, Castro Verde e Casével compte 5 289 habitants. Elle comprend ainsi la majorité de la population de la municipalité de Castro Verde, qui réunit 6 873 habitants sur 4 paroisses.